# Creu de terme de Sant Cebrià (Montbau)
La Creu de terme de Sant Cebrià era una creu de terme que estava situada al camí de Sant Cebrià, que enllaçava amb l'església de Sant Genís dels Agudells, per sobre de l'actual barri de Montbau de Barcelona (Barcelonès).
La creu marcava el límit de les finques del marquès d'Alfarràs, que també era propietari dels Jardins del Laberint, al terme de Sant Joan d'Horta. L'ermita de Sant Cebrià i Santa Justina, propera a la creu, que quedava dintre d'aquestes propietats, és des de fa segles un lloc d’aplecs i excursions de la gent de la zona. És probable que en un indret tan transitat pels veïns, s'optés per alçar una creu monumental de pedra en comptes d'una senzilla fita al camí. Als anys 1950 la creu ja havia desaparegut.
Al llibre 'Les creus al vent' d'Albert Bastardes, hi ha una foto de la creu de l'any 1912, on darrera es veu el Palau de les Heures.